# Trenes de Buenos Aires
Trenes de Buenos Aires (TBA) foi uma empresa argentina que explorou em regime de concessão ate 2012 a operação do serviço de passageiros na Grande Buenos Aires das linhas Mitre e Sarmiento da Rede ferroviária argentina. Nas vias do Ferrocarril Mitre também existiram serviços de passageiros executados pela TBA nas cidades de Rosario e Santa Fé. Além disso formou junto com Ferrovías, Metrovías e o Estado argentino, a Unidad de Gestión Operativa que administra de forma provisória o serviço de passageiros dos ferrocarriles San Martín, Belgrano Sur e Roca.

## História

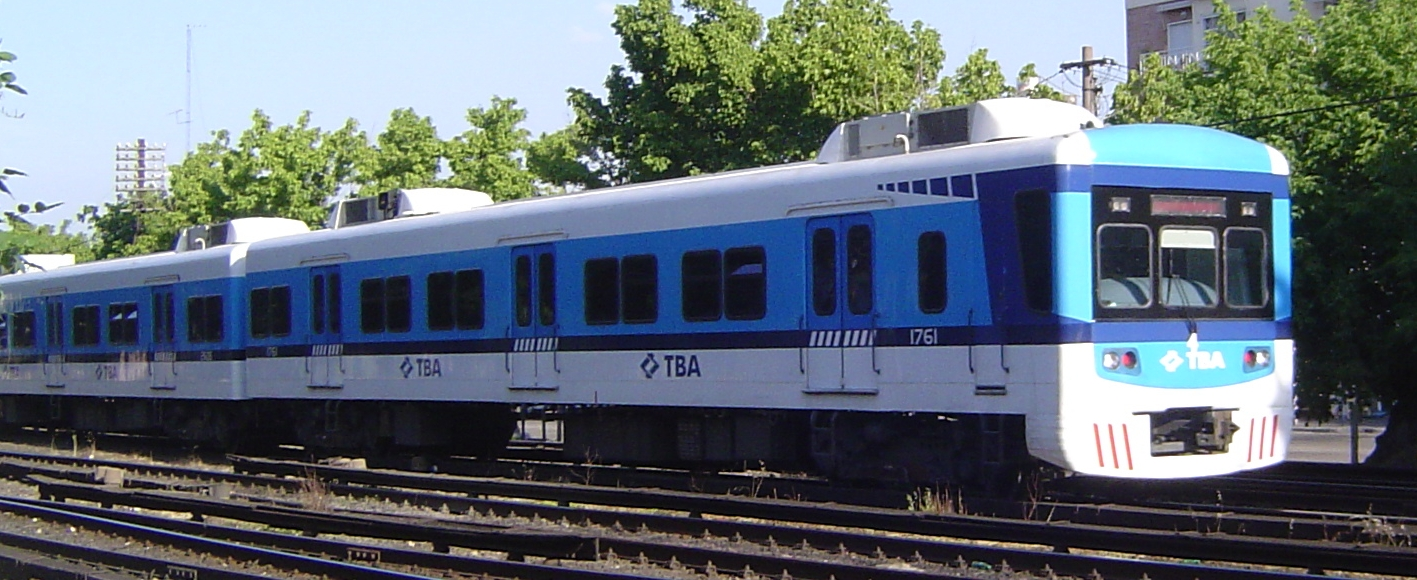
Trenes do Buenos Aires

A empresa que começou a operar o serviço em maio de 1995, transportava em 2004 cerca de 180,6 milhões de passageiros/ano e mantinha um serviço de 1000 trens diários. Desde 2001
A empresa é propriedade do consórcio Cometrans S.A., um conglomerado de empresas dedicadas ao transporte coletivo na Argentina cujo principal acionista é a família famila Cirigliano.
Desde 2012, a operação dos trens metropolitanos de Buenos Aires é controlada pela empresa estatal Trenes Argentinos, criada pela presidente Cristina Kirchner.